# Austria (Segelflugzeug)
Die Austria war ein einsitziges Segelflugzeug, das 1930 als Einzelstück im Auftrag Robert Kronfelds beim Kegel-Flugzeugbau Kassel entstand.

## Geschichte und Konstruktion
Das auch Kupper Ku 4 genannte Flugzeug wurde von August Kupper in Weiterentwicklung seines Ku 1 Kakadu von 1928 mit dem Ziel einer geringen Sinkgeschwindigkeit und großen Gleitwinkels entworfen. Die freitragende vierteilige Tragfläche des Hochdeckers war stark zugespitzt, die 5,5 m langen Außenflächen hatten leicht negative V-Stellung. Ein 40 cm breites Tragflächenteil mit aerodynamisch ausgebildetem Rumpf-Flächen-Übergang war fest mit dem Rumpf verbunden. Die 9,3 m langen Innenflächen waren trapezförmig. Sechs stoffbespannte je dreifach kugelgelagerte Klappen über die gesamte Spannweite dienten der Verwölbung der Tragfläche und der Quersteuerung. Das Cockpit befand sich in einem 0,55 m breiten Rumpfboot, das nach oben in einen stromlinienförmigen Aufbau überging, der den Mittelflügel aufnahm. Am Ende des rohrförmigen Leitwerksträgers befand sich ein gedämpftes Höhenleitwerk mit Endscheibenseitenrudern.  Beide Seitenruder konnten durch Betätigen beider Seitenruderpedale nach außen ausgeschlagen werden, um als Luftbremse zu wirken. Das Fahrwerk bildete eine luftgefederte und seitlich durch Gummizüge gehaltene Eschenkufe. Hecksporne waren nicht vorhanden, die Kufe war mit Gummipuffern gegen den Hauptspant abgestützt.

## Nutzung
Nach einigen Testflügen folgte am 19. Juli 1932 ein sechsstündiger Flug Robert Kronfelds von der Wasserkuppe mit 41 km Länge. Beim nächsten Flug am 22. Juli 1932 zerbrach die Tragfläche bei einem Wolkenflug, Kronfeld sprang mit dem Rettungsfallschirm ab, das Flugzeug wurde beim Aufschlag zerstört.

## Technische Daten
| Kenngröße             | Daten       |
| --------------------- | ----------- |
| Besatzung             | 1           |
| Länge                 | 9,00 m      |
| Spannweite            | 30,00 m     |
| Höhe                  |             |
| Flügelfläche          | 34,97 m²    |
| Tragflächenbelastung  | 13,80 kg/m² |
| Flügelstreckung       | 25,7        |
| Flügelprofil          | Gö 652      |
| Gleitzahl             |             |
| Geringstes Sinken     |             |
| Zuladung              | 80,00       |
| Rüstmasse             | 402,40 kg   |
| Startmasse            | 482,40 kg   |
| Höchstgeschwindigkeit |             |